# Moederkruis

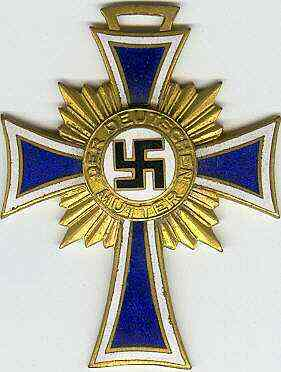
Afbeelding van het Moederkruis

Het "Moederkruis", in het Duits voluit Ehrenkreuz der Deutschen Mutter geheten, was een op 16 december 1938 door de Duitse Führer en rijkskanselier Adolf Hitler ingestelde onderscheiding.De Duitse regering beleed openlijk een ideologie waarin het aantal Duitsers, voor zover van het Germaanse ras, explosief moest groeien. Grote gezinnen en vruchtbaarheid werden geïdealiseerd in de propaganda en de regering streefde ernaar de Duitse moeder thuis, bij haar gezin, te laten leven en werken. Emancipatie van de vrouw werd niet bevorderd: zij was er enkel om kinderen te baren en op te voeden. Hitler ging zover het gezin in een rede "het slagveld van de moeder" te noemen.
De onderscheiding was ingesteld door de NSDAP, maar in de fascistische dictatuur waren de grenzen tussen staat en partij vervaagd. Men verleende de kruisen op 4 augustus, de verjaardag van de moeder van Adolf Hitler, en op Moederdag.
De gedecoreerde vrouwen werden op straat door de Hitlerjugend met een Hitlergroet gegroet.
In het Duitsland van de nazi's werden de draagsters met eerbied behandeld door de ambtenarij en zij hadden recht op een zitplaats in het openbaar vervoer. Daarom werden er ook kleine uitvoeringen van het kruis en miniaturen die bijvoorbeeld als broche konden worden gedragen verkocht. Deze versierselen zijn niet door de toenmalige Duitse regering goedgekeurd. Het modelversiersel mocht alleen op bijzondere dagen en gelegenheden worden gedragen.
In het streven naar bevolkingsgroei past een onderscheiding voor moeders die grote gezinnen grootbrengen. De partij sloot daarbij "asociale" gezinnen en gezinnen van gemengd ras uit waar het om het verlenen van moederkruisen ging. De ouders moesten aantonen dat zij puur Germaans bloed aan hun kinderen doorgaven en mochten dus geen Slavische, Joodse of anderszins ongewenste voorouders hebben. In de periode voor de Tweede Wereldoorlog werden drie miljoen kruisen uitgereikt, het kwam zelden voor dat men het kruis weigerde.

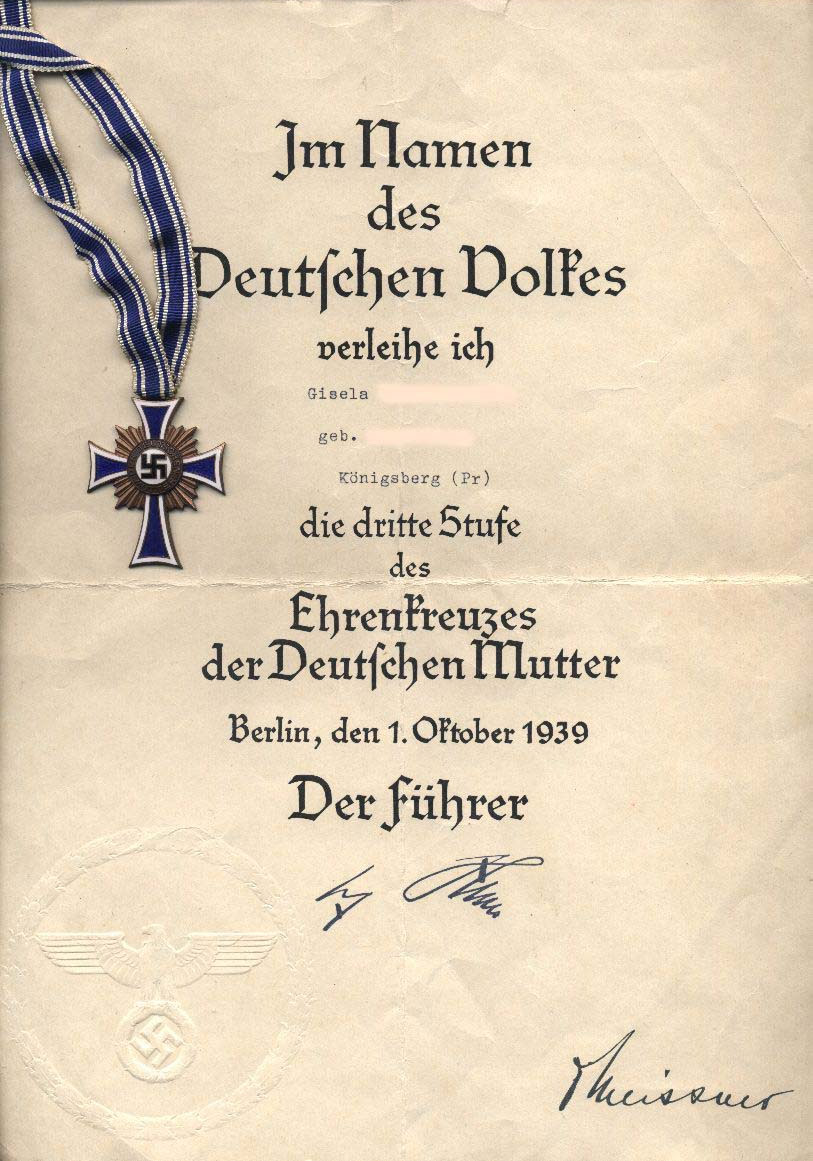
Diploma behorende bij het Moederkruis

Het in 1938 ingestelde eerste model van het moederkruis werd in 1938 en 1939 in brons, zilver (eigenlijk verzilverd brons) en goud (eigenlijk verguld brons) uitgereikt. Men kreeg de kruisen voor respectievelijk vier-vijf, zes-zeven en acht en meer kinderen. In de Tweede Wereldoorlog werd goedkoper materiaal gebruikt en men vindt op brons gelijkende, verzilverde en vergulde kruisen van het tweede model in allerlei materialen en alliages waaronder brons, "witmetaal" dat vooral zink bevat, koper en goedkoop "oorlogsmetaal".
Het eerste model draagt op de keerzijde de tekst "Das Kind adelt die Mutter" en de handtekening van Adolf Hitler.

Het tweede model draagt op de keerzijde de datum "16 Dezember 1938" en de handtekening van Adolf Hitler.
De voorzijde van het blauw geëmailleerde vierarmige kruis is in beide gevallen gelijk. Op de gouden ring rond de zwarte swastika op witte ondergrond stond de opdracht "Der deutschen Mutter". De ruimte tussen de armen was met korte bronzen, zilveren of gouden stralen bezet. Het kruis werd aan een blauw lint met twee witte biezen om de hals gedragen.
Het ontwerp was van de Münchense ingenieur architect Franz Berberich.
Duitsland stond niet alleen in het streven naar bevolkingsgroei en het propageren van moederschap, ook in communistische staten werd in die tijd, maar ook na de Tweede Wereldoorlog, een vergelijkbare "Moeder-Heldin-Orde" gesticht.

## Versie met diamanten
Er is een speciale versie van het Moederkruis met diamanten. Het kruis werd gecreëerd voor een moeder uit Dresden van zestien kinderen.

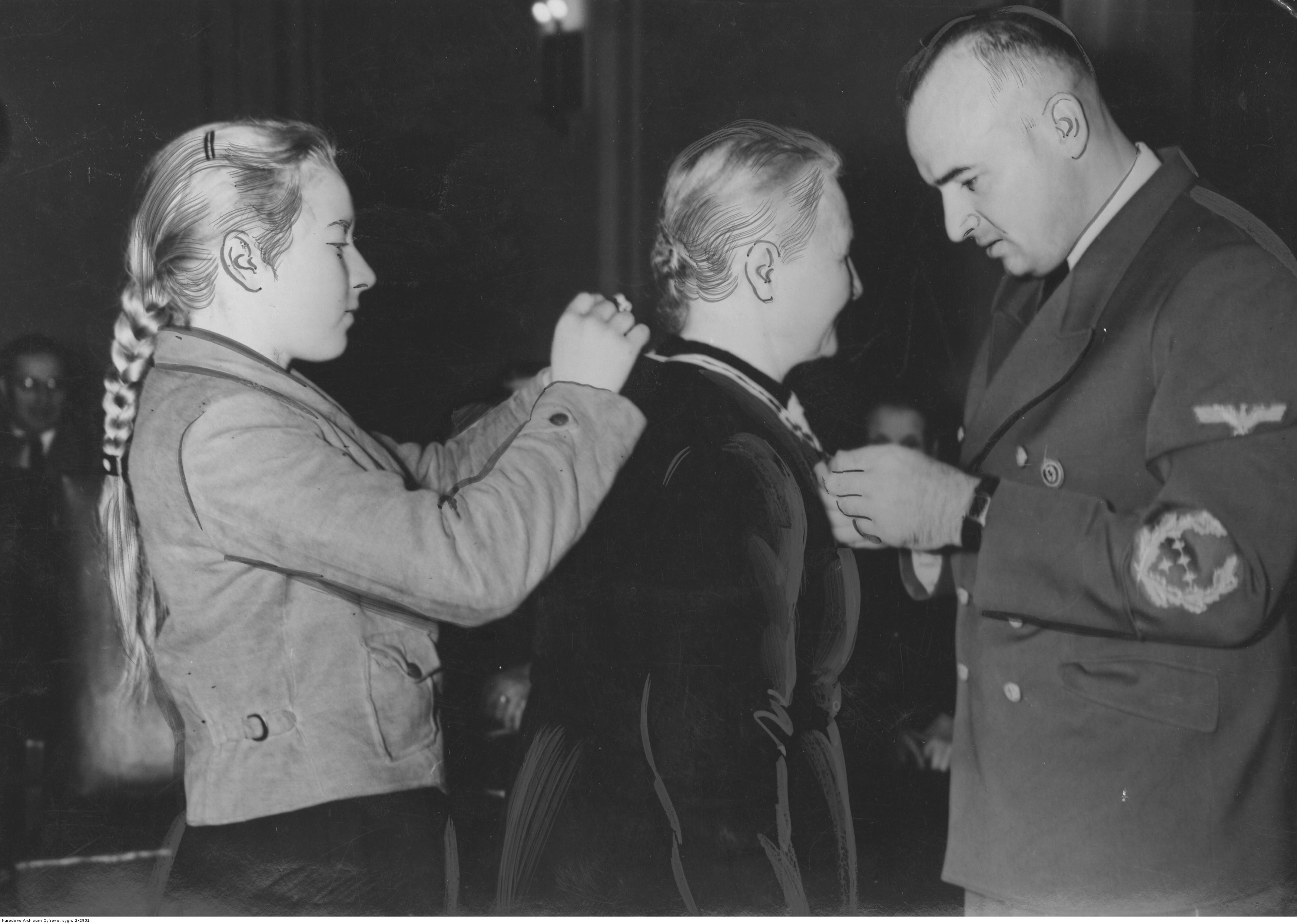
Gouverneur-Generaal Hans Frank onderscheid een moeder met het Moederkruis in goud, 1942.